# Пансион Александрова-Дольника
Пансион Александрова-Дольника (также известен как Пансион Дольник, гостиница «Лиго Морская») — пансион постройки начала XX века в стиле неоренессанса в Симеизе расположенный по улице Луговского 18, литер «А». Был построенный в 1910—1914 году по проекту Я. П. Семёнова по заказу Николая Константиновича Александрова-Дольника. Сейчас гостиница «Лиго Морская». Памятник градостроительства и архитектуры регионального значения.

## Пансион Александрова-Дольника
Московский коллежский секретарь, присяжный поверенный Н. К. Александров-Дольник в ноябре 1910 года купил у владельца Нового Симеиза Н. С. Мальцова дачный участок № 1 площадью 1300 квадратных саженей, в декабре 1912 года — участок № 2 в 539 квадратных саженей (примерно 83, 5 сотки) в восточной части посёлка Симеиз. В 1910—1914 годах, по проекту и под руководством главного зодчего Нового Симеиза, военного инженера генерал-майора Я. П. Семёнова было построено трёхэтажное главное здание пансиона (сооружение задумывалось именно для сдачи номеров внаём) на 70 комнат — самый большой пансион дореволюционного Крыма. Уже в 1913 году он принял первых посетителей. Также были построены столовая, кухня, прачечная с комнатой при ней, оранжерея с домом садовника, электростанция с жилым помещением на втором этаже и другие вспомогательные службы. Пансион возведён на крутом горном склоне — конструктивно проблему крутизны решили очень удачно — навесной мостик от дороги вёл в главный холл, откуда мраморная лестница вела на 1-й этаж. Перед зданием была устроена высокая подпорная стена, на образованной которой большой террасе был разбит парк, где к морю спускался каскад лестниц. Площадка, лестница, и крыша здания украшены балюстрадой — пансион оказался не только самым крупным, но и самым дорогим частным сооружение на Южном берегу Крыма — при оценке в 1923 году стоимость пансиона определили в 195 000 золотых рублей («второй» в списке дворец Кичкинэ оценили в 109 000 рублей).

### Архитектура здания
Вертикальные линии здания выделялись ризалитами, особенно центральным, на крыше которого устроили окруженную высокими колоннами видовую площадку, а боковые ризалиты завершают фронтоны. На выступающих частях цоколя сделаны центральный и боковые входы первого этажа, оформленные портиками. С восточной стороны первого этажа шла крытая галерея к столовой, красиво расписанной по дереву. Обветшавшая столовая была снесена в 1990-х годах. По наружным стенам размещены выполненные в строгих формах фестоны, картуши, волюты, карнизы и колонны украшены лиандрами. Внутри, на 2-й и 3-й этажи ведет распашная лестница, на этажах коридорное расположение комнат. В центре 1-го и 2-го этажей расположены залы, с украшенными лепниной потолками, отапливаемые облицованными изразцами каминами. На территории были устроены морские ванны. Электрическое освещение пансиона производилось от собственной электростанции. На крыше здания устроили солярий. Месячная стоимость проживание в номере на 1912 год, составляла от 50 до 125 рублей.

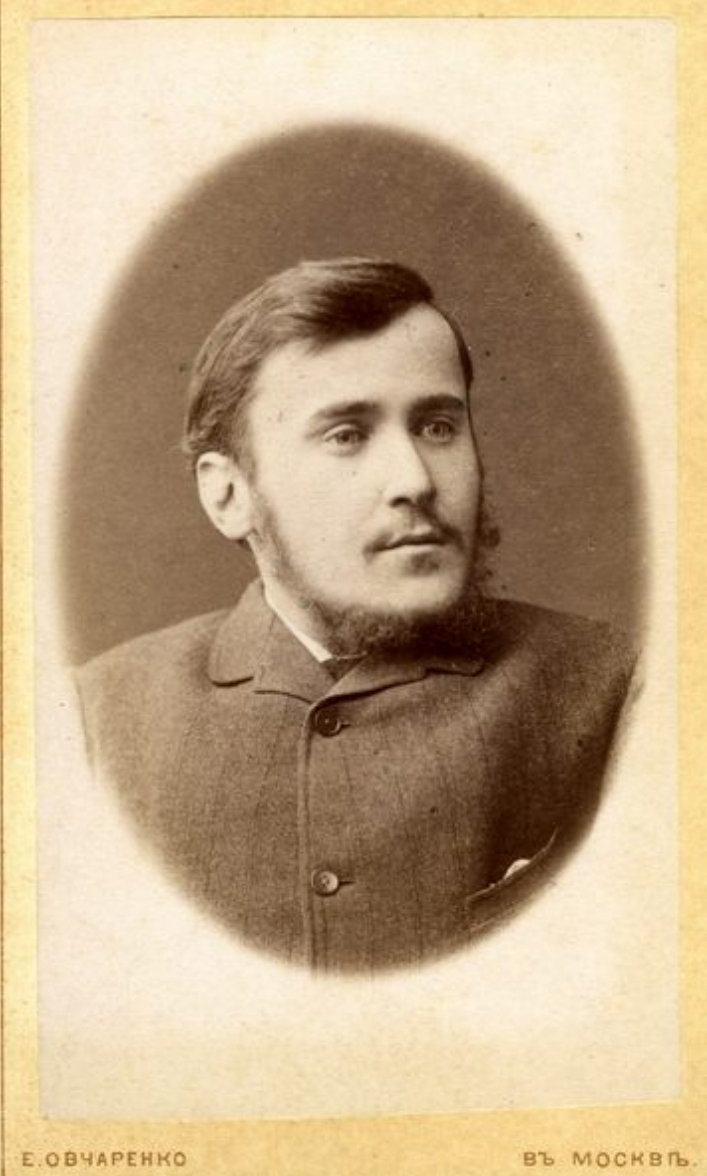
Н. К. Александров-Дольник
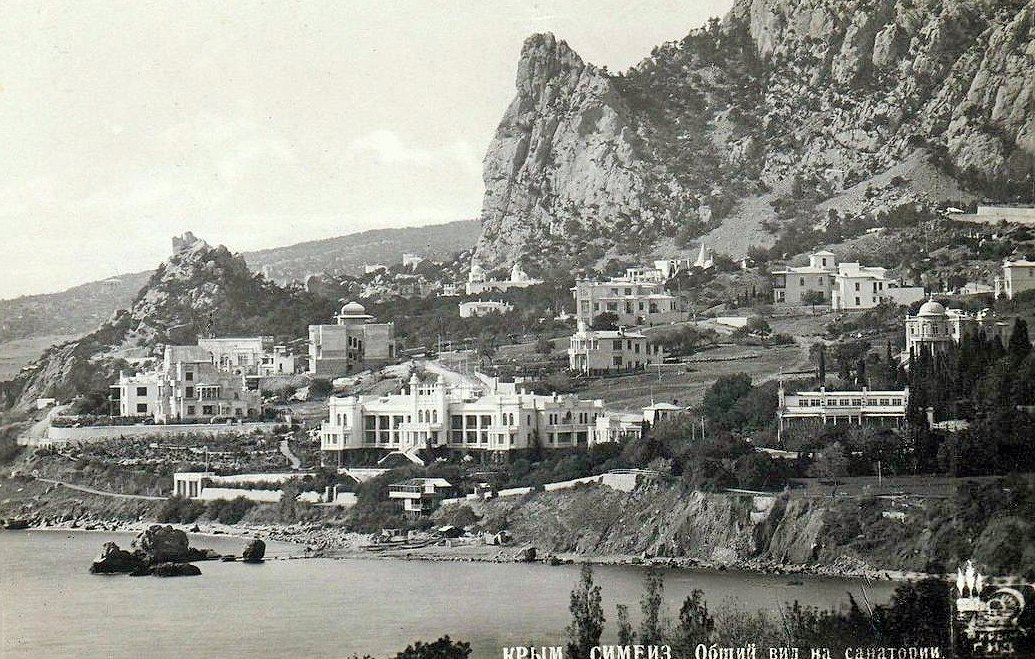
Общий вид в курортной застройке посёлка в 1914 году
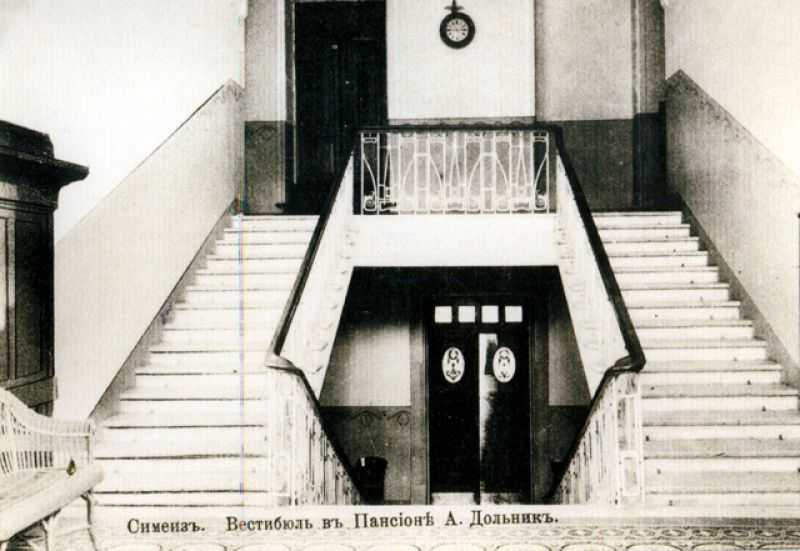
Декор вестибюля
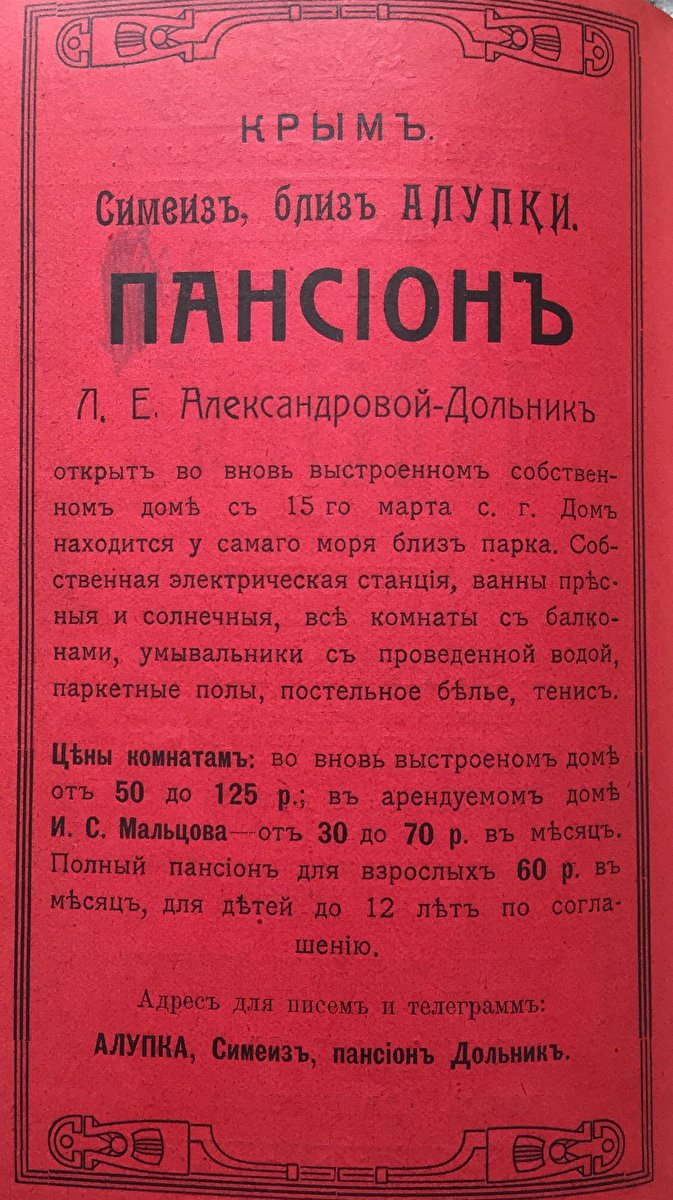
Реклама пансиона из путеводителя Г. Г. Москвича
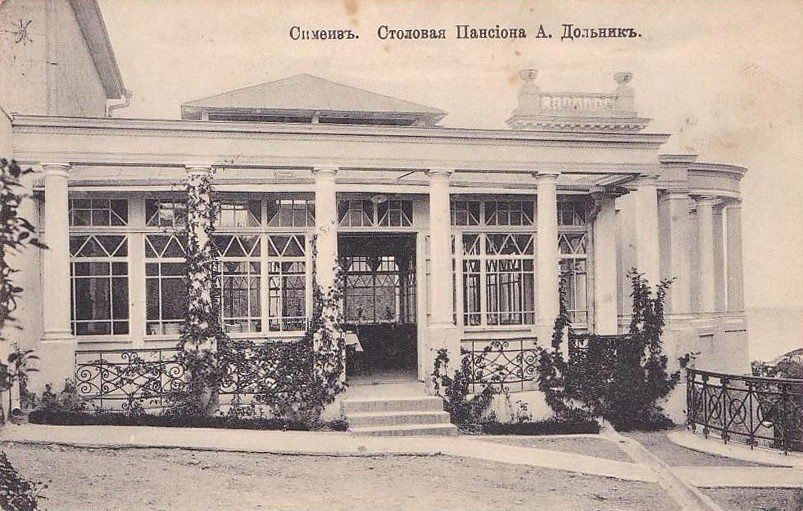
Столовая пансиона, ныне утрачена
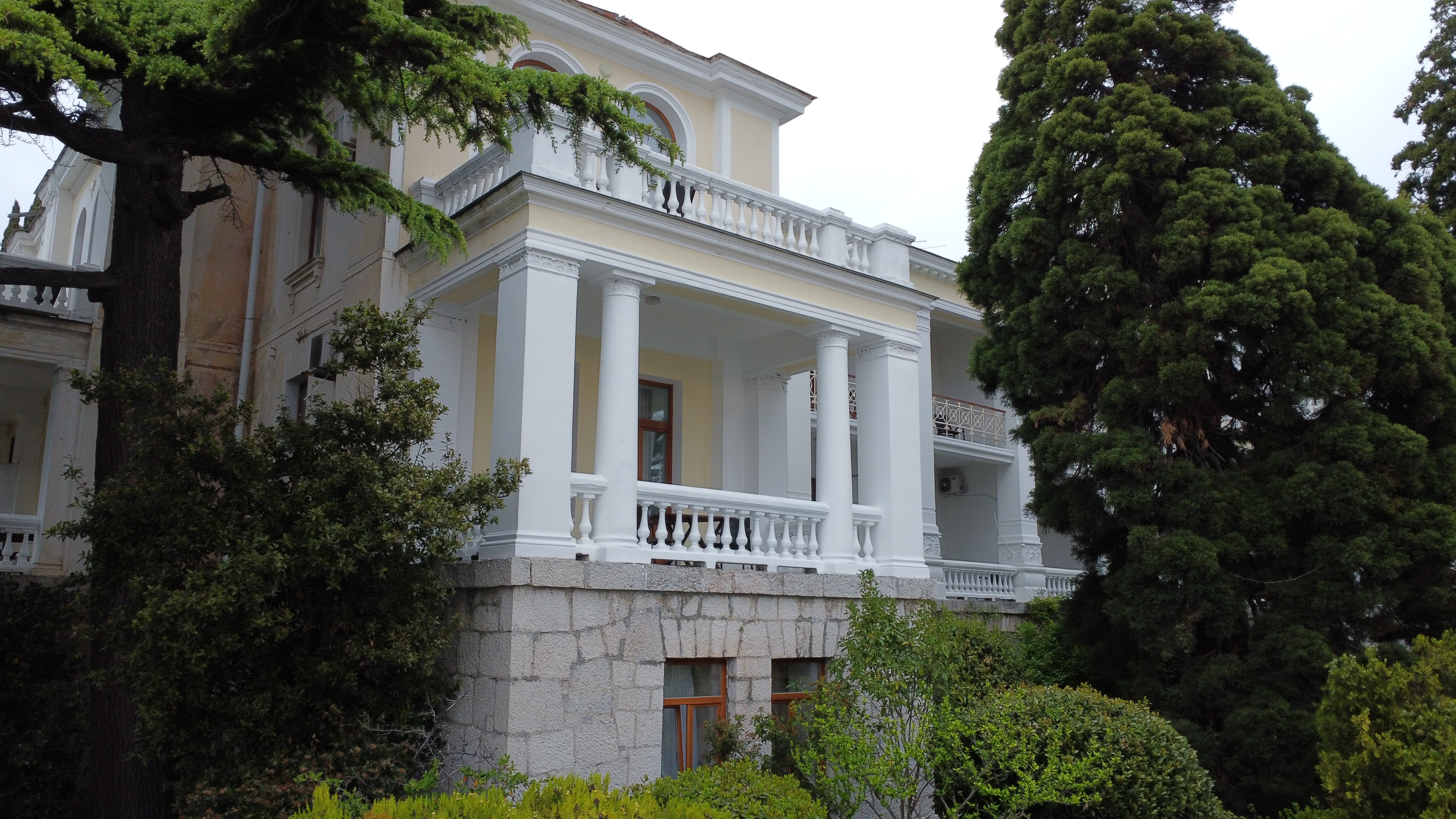
Современный вид фасада
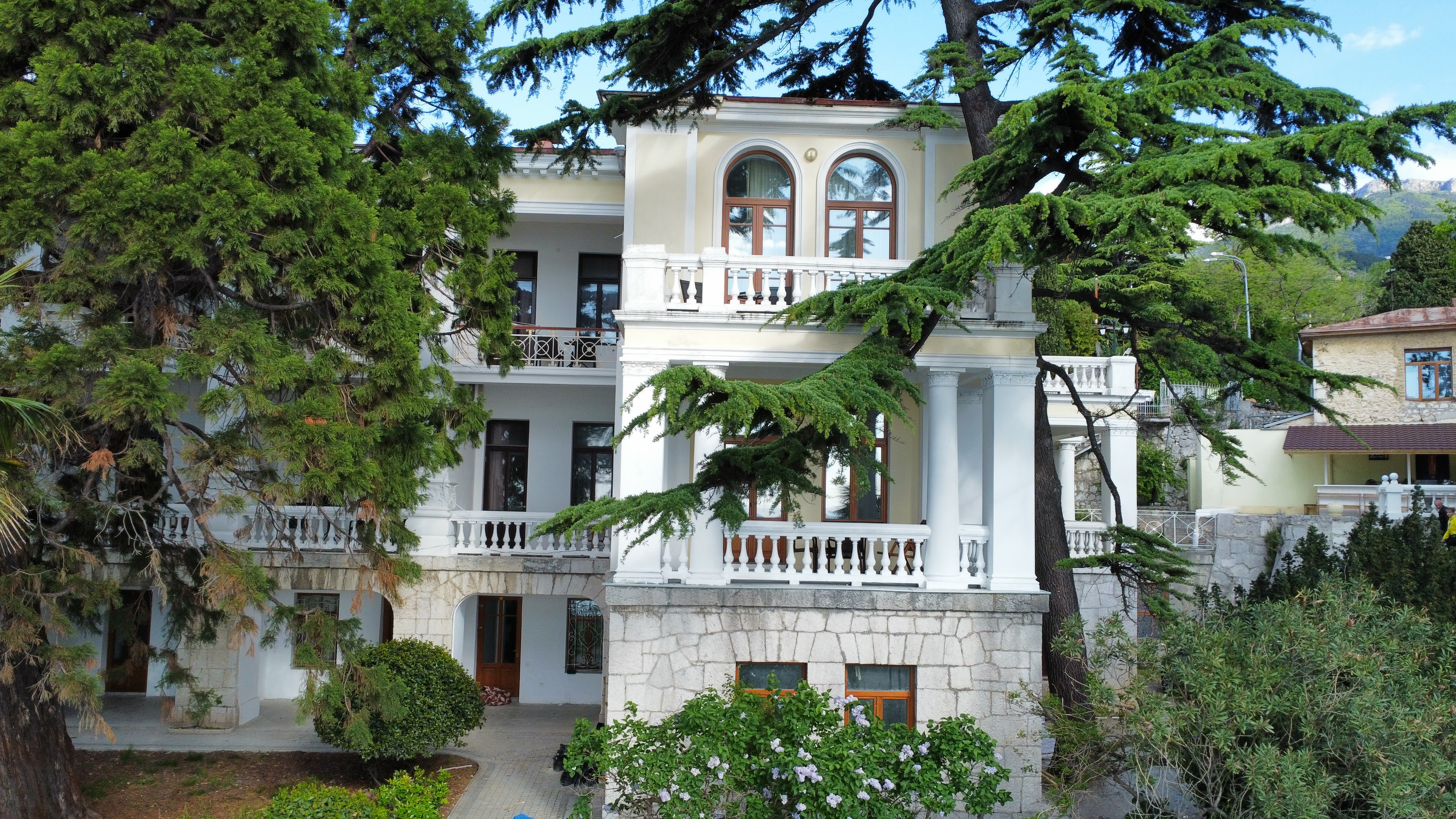
Современный вид 2022

После февральской революции, как будто предчувствуя большие перемены, Александров-Дольник в июне 1917 года продаёт пансион за 52000 рублей «Российскому акционерному обществу санаториев и гостиниц» и уезжает из Крыма. Дальнейшая судьба предпринимателя неясна, известно только, что в 1919 году Н. К. Александров-Дольник был ещё жив. В годы гражданской войны в пансионе действовал госпиталь для офицеров белой армии.

## После революции
16 декабря 1920 года приказом председателя Революционного комитета Крыма были изъяты «из частного владения как разных ведомств, так и частных лиц все имения Южного берега Крыма в районе от Судака до Севастополя включительно» и передавались в ведение специально созданного Управления Южсовхоза. После установления советской власти, весной 1921 года в пансионе был устроен санаторий № 39, затем санаторий Цустраха № 6 и санаторий ВЦСПС № 4 — впоследствии санаторий ВЦСПС «Дольник». В годы Великой Отечественной войны, во время оккупации, здесь лечили офицеров вермахта. По окончании войны в течение полувека в здании размещался лечебный санаторий «Приморье», в котором с 1956 года начали практиковать хирургические методы лечения туберкулёза. В конце XX века вошёл, как корпус № 1, в состав санатория имени Семашко. В последние десятилетия бывший пансион является 3-х звёздочной гостиницей «Лиго-Морская», владельцы которой постепенно осуществляют реставрацию здания.